# The Pest (pel·lícula de 1919)

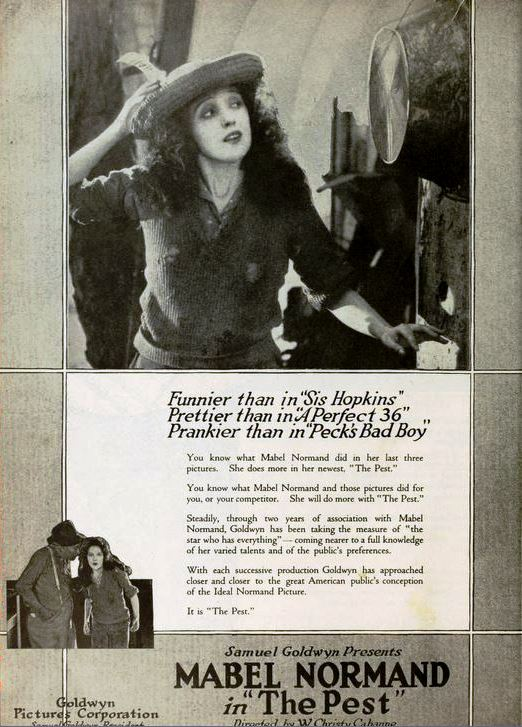
Anunci publicitari de la pel·lícula aparegut el 3 de maig de 1919 a la revista Moving Picture World.

The Pest és una pel·lícula muda de la Goldwyn Pictures estrenada el 20 d'abril del 1919, protagonitzada per Mabel Normand i dirigida per Christy Cabanne. La pel·lícula va ser una de les que es va rodar després del gran èxit obtingut per Mabel a “Mickey” (1918), juntament amb "When Doctors Disagree", "Jinx", "Sis Hopkins", les tres del 1919 i "Pinto" (1920) en les quals Mabel reprenia el seu antic rol de personatge rural i desmanegat similar al que representava a les comèdies de la Keystone. En aquest sentit la pel·lícula conté nombrosos primers plans que ressalten les ganyotes de l'actriu.

## Argument
Jigs és una noia gens sofisticada amb pocs amics que viu en un petit poble a la vora del riu a qui tots anomenen “la pesta”. Viu en una granja miserable amb els seus suposats pares, Asher i Amy Blodgett, que tot el dia la maltracten. Un dia que la obliguen a portar ous a casa del jutge, que viu dalt de tot del turó, decideix portar un parell de plomes de gall d'indi en el seu barret de palla creient que així vestirà com les dames sofisticades de la casa. En ser-hi, el jutge Fisher la tracta molt amablement i la convida a la festa que la seva filla Blanche farà aquella nit. Blanche la menysprea però li deixa posar un dels seus vestits. Quan arriba a la festa, caminant incòmodament, tothom la ignora i se sent humiliada. Entre els assistents hi ha John Harland que s'ha promès amb Blanche per així aconseguir la fortuna del seu pare. Al final, Jigs es rescatada pel jutge i Gene Gilles, el seu secretari. El jutge es fixa en un vell anell que Jigs porta que havia trobat a la granja i que li fa recordar temps passats. Harland vol quedar-se amb l'anell però descobreix que ella ja l'ha donat a Gilles. Quan Jigs retorna a casa sense l'anell és castigada i la tanquen a la cabana. Allà tancada sent com els Blodgett conspiren amb John Harland. Volen assassinar el jutge.
Jigs aconsegueix escapar-se i avisar el jutge Fisher. Mentrestant, Harland s'ho ha manegat per a que es consideri Gilles sospitós d'intentar robar la caixa forta del jutge. D'aquesta manera, un cop aquest sigui a la presó, a ell li serà més senzill fer-se amb els afers del jutge. Avisats per Jigs, els conspiradors són capturats i ella descobreix que aquell anell demostra que és filla del jutge a qui Amy Blodgett havia canviat per Blanche en néixer. Giles és exonerat i ell i Jigs acaben feliços.

## Repartiment
- Mabel Normand (Jigs)
- John Bowers (Gene Giles)
- Charles Gerard (John Harland)
- Alec B. Francis (jutge Fisher)
- Leota Lorraine (Blanche Fisher)
- Jack Curtis (Asher Blodgett)
- Pearl Elmore (Amy Blodgett)
- James Bradbury ("Noisy" Wilson)
- Vera Lewis (minyona)
- Claire Windsor (extra)